# Lindsborg
Lindsborg è un comune degli Stati Uniti d'America, situato nello Stato del Kansas, nella contea di McPherson.